# バンド・ワゴン

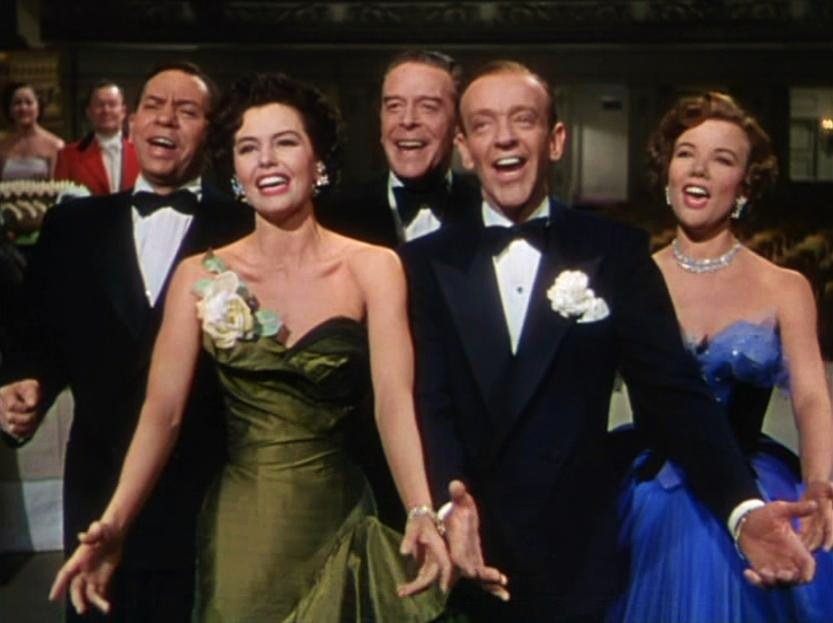
左から、オスカー・レヴァント、シド・チャリシー、ジャック・ブキャナン、フレッド・アステア、ナネット・ファブレー(予告編から)

『バンド・ワゴン』（英語: The Band Wagon）は、1953年のアメリカ合衆国のミュージカル映画。監督はヴィンセント・ミネリ、出演はフレッド・アステアとシド・チャリシーなど。MGM社製作・配給。

## ストーリー
観客の嗜好が少しずつ変わりはじめていた1950年代のアメリカ映画界、『Swimming down to Panama』（アステアが主演した『空中レビュー時代』の原題『Flying down to Rio』の捩り）などで知られるミュージカル映画のスター、トニー・ハンター（フレッド・アステア扮）も、かつて一世を風靡したトップ・ハットに燕尾服という優雅なスタイルが時代に合わず、今や半ば引退したような日々を送っている。久々にお忍びで訪ねたニューヨークでは、同じ列車に乗っていたエヴァ・ガードナー（本人がカメオ出演）を待ち構える新聞記者たちを、自分を待っていてくれたのだと勘違いする始末。
「ぼくは一人で歩いてゆくさ」（「By myself」）と歌いながら改札を出たトニーの前に、旧知のレスター（オスカー・レヴァント扮）とリリー（ナネット・ファブレイ扮）のマートン夫妻が彼ら一流のジョークで「トニー・ハンター・ファンクラブ」の立看板を持ちにぎやかに現れる。脚本家とソングライターを兼ねる二人は、できあがったばかりの脚本をトニー主演で舞台化すべく早速駆けつけたのであった。あまり気乗りのしないトニーに、レスターは「とにかく演出に予定しているジェフリー・コルドバ（ジャック・ブッキャナン扮）に一度会ってみてくれ、今晩彼の舞台がはねた後で会おう」と言う。ブロードウェイを歩きながら、「気分が落ちこんだときは、まず態度から変えてみよう」と悟ったトニーは、「それには靴を磨くのが一番」（「Shine on your shoes」）と靴磨きを相手に踊る。
コルドバが演出・主演する『オイディプス王』の舞台がはねた後、トニー、マートン夫妻、コルドバが集まってトニーを口説く。マートン夫妻が舞台のプロットを説明すると、「それはまさに現代のファウストだ」と興奮したコルドバは、悪役を買って出た上にミュージカル・コメディ用の脚本を深刻な心理劇に書きなおすよう二人に指示。さらに「コメディじゃないならぼくはお呼びでない」と出演を渋るトニーに、「古い栄光にしがみつくな、この舞台で新しいトニー・ハンター像を打ちたてるんだ。ビル・シェイクスピアの台詞のリズムも、ビル・ロビンソンのタップのリズムも、同じように人を楽しませる」と説き、「それがエンターテイメントだ」（「ザッツ・エンターテインメント」）と四人で歌い、踊って、ついにトニーを納得させた。
さらに持ち前の弁舌と手管で、バレエダンサーのガブリエル（ギャビー）・ジェラルド（シド・チャリシー扮）を主演女優に、その恋人で新進の振付師ポール・バード（ジェームズ・ミッチェル扮）を振付に獲得した上、大勢の出資者まで確保したコルドバは自信満々で製作を開始するが、リハーサルが進むにつれて徐々に出演者の間には険悪な雰囲気がただよいはじめる。特に初対面から相手役ギャビーの身長を気にしていたトニーは、慣れないバレエ風の振付やコルドバの演技指導に不満を募らせ、ついに「ぼくはニジンスキーでもなけりゃ、マーロン・ブランドでもない。君（コルドバ）の演技指導にも、この子（ギャビー）の作り笑いにはうんざりだ」と舞台を降りると言い出す。
コルドバやバードに因果を含められたギャビーはしぶしぶトニーのもとへ謝りにゆくが、ささいな口げんかから泣き出した。しかしそれがかえって二人の間をうちとけさせ、トニーは率直に語りはじめた。「君や、才能のある若い人たちが怖かったんだ。ぼくら二人はバレエとミュージカル、二つの別な世界からやってきた。でもいっしょにできると思うよ」。夜の公園へと繰り出した二人は、自分たちのステップを見つけて踊りはじめ（「Dancing in the dark」）、ついに舞台で「いっしょにできる」ことを確信した。
初日にこぎつけた舞台『バンド・ワゴン』ではあったが、その結果は惨憺たるものであった。コルドバの前衛的な演出と脚本の変更に客は唖然として引きあげ、スポンサーたちは手を引き、初日のパーティ会場はがらがらであった。しかしコーラスやダンサーとして参加していた若い役者たちの「愚痴パーティ」に顔を出したトニーやギャビー、マートン夫妻は、ビールを飲んで騒ぎながら（「I love Luise」）、この舞台、このメンバーをこのまま失敗に終わらせるのは惜しいと痛感した。もとのミュージカル・コメディ版の脚本に立ち返って、新曲を増やし、地方公演を行いつつ内容を固めればかならずヒットをねらえる、資金は自分の持っている印象派の絵画を売ればいい、と主張するトニーに、コルドバもまた賛成し、「舞台にボスは一人でいい、ボスは君（トニー）だ。そしてできればぼくも一人の役者として参加したい」と述べた。一方でギャビーは「ここらが切り上げ時だ」と手を引くポールに逆らって、次第に心を引かれ始めていたトニーとともに一座に残る道を選んだ。
ギャビーの「New Sun In The Sky」、トニーとコルドバの「I Guess I'll Have to Change My Plan」、リリーの「Louisiana hayride」、トニー、リリー、コルドバの「Tripls」、そしてトニーとギャビーによるフィナーレ「Girl hunt ballet」のナンバーを揃えた『バンド・ワゴン』は地方公演で好成績を収め、ついにブロードウェイに凱旋公演を果たした。その一方でギャビーはバードとの別れを選び、バードは別の女性と結婚するが、トニーはギャビーの気持ちになかなか自信を持つことができない。初日の舞台入りでたまたまギャビーと出くわしたトニーは「この舞台がヒットしたら、ロングランでずっとぼくといっしょにいなくちゃならない。うんざりしないかい？」と尋ねるが、ギャビーは答えない。大成功のうちに幕を閉じたニューヨーク初日であったが、トニーの心は晴れなかった。
初日の舞台がはねたあと、ふだんなら当たり前のオープニングナイト・パーティも行われず、「ギャビーはバードと出かけた」と聞かされて意気消沈したトニーだったが、やがて気をとりなおして一人で舞台の成功を祝うべく「ぼくは一人で歩いてゆくさ」（「By myself」）と口ずさにみながら楽屋を後にする。しかし舞台の上にはキャストとスタッフが勢ぞろいしてトニーを驚かせ、ギャビーは「あなたといっしょにずっとずっとロングランをつづけてゆくわ」と愛を訴えるのであった。抱き合ってキスをする二人に、コルドバとマートン夫妻が「ほんとうのショーは人をうっとりさせる、そして帰り道で気づくんだ、あれこそがエンターテイメントだって」と歌いかけ、最後は五人そろっての「ザッツ・エンターテインメント」の合唱によって映画は幕を閉じる（以上太字はすべてミュージカル・ナンバー）。

## キャスト
- トニー・ハンター: フレッド・アステア - 往年のミュージカル映画スター。
- ガブリエル・ジェラード: シド・チャリシー - バレエダンサー。
  - 歌の吹替: インディア・アダムス（英語版）
- レスター・マートン: オスカー・レヴァント（英語版） - 劇作家。
- リリー・マートン: ナネット・ファブレー（英語版） - 劇作家。女優。レスターの妻。
- ジェフリー・コルドバ: ジャック・ブキャナン（英語版） - 舞台演出家。俳優。
- ポール・バード: ジェームズ・ミッチェル（英語版） - 振付師。ガブリエルの恋人。
- ハル・ベントン: ロバート・ギスト（英語版） - コルドバの助手。
- エヴァ・ガードナー: 本人（カメオ出演） - 映画スター。

## ミュージカル・ナンバー
バイ・マイセルフ (By myself)
アステアのソロ。エヴァ・ガードナーの取材のために集まっていた記者たちを、自分の出迎えと勘違いしていたことに気づいて、駅のホームを一人歩きながら歌う。前半は不協和音を主体とした伴奏によって落ち目の俳優のやるせない気分を表現し、後半は一転して朗らかに「それでも自分は一人、自分の道を歩いてゆく」。後に『ザッツ・エンターテインメント』にアステアが出演した際には、「バイ・マイセルフ」を口ずさみながら野外セットの同じ場所を歩き、畏友ジーン・ケリーの仕事を紹介した。
シャイン・オン・ユア・シューズ (Shine on your shoes)
アステアと靴磨き（レロイ・ダニエルズ）のペアダンス。ブロードウェイの盛り場で、「気分を盛り上げるには靴を磨くのがいちばん」と踊りながら靴を磨いてもらうと、さっきまでうまくゆかなかったゲームが急に上手にできるようになる筋立てである。靴磨きを演じたレロイ・ダニエルズは踊りながら靴を磨くのを売り物にしていた実際の靴磨きで、ヴィンセント・ミネリがニュー・ヨークで見つけてきてアステアの相手をさせた。本作は彼のソロダンスが見られないが、実質的にはこのナンバーがアステアのソロの代わりとなっている。
オイディプス・ブリッジ (Oedipus Bridge)
ブキャナンを中心とするナンバー。ジェフリー・コルドバが主演している『オイディプス王』のフィナーレという設定で、ティンパニを伴奏とする台詞主体の曲である。舞台袖に引っ込んだコルドバがスタッフやキャストに口八丁手八丁の指示を出すコミカルなシーンへとつづく。
ザッツ・エンタテインメント (That's Entertainment)
アステア、ブキャナン、レヴァント、ファブレーの4人によるナンバー。マートン夫妻の新作脚本への出演をしぶるトニーを何とか口説こうと、コルドバがエンターテイメントとは何かを説く一曲である。本作唯一の書き下ろし曲で、後にスタンダード・ナンバーとなった。ショウ・ビジネスの賛歌として、同名のアンソロジー映画の主題歌となり、『ザッツ・エンターテイメントpart2』ではトップ・シーンに用いられた。ちなみに曲中に登場する「陽気に離婚する人、それがエンターテーンメント」という歌詞は、アステアとジンジャー・ロジャースの初主演作『コンチネンタル』The Gay Devorceeの捩り。
イズ・イット・オール・ア・ドリーム (Is it all a dream?)
チャリシーのソロ。トニーとマートン夫妻がギャビーの舞台を見にゆくシーンで、バレエ音楽として用いられている。管弦楽風にアレンジされているが、もとはシュワルツ＝ディーツ作のヒット・ナンバー。
ダンシング・イン・ザ・ダーク (Dancing in the dark)
アステアとチャリシーのペア・ダンス。仲たがいしたトニーとギャビーが夜の公園で踊り、それぞれのスタイルは違っていても一つの舞台を作りあげることができると確信する場面。後年『ザッツ・エンターテイメント』でもアステアの代表作として紹介されたように、優雅で気品のあるアステアのダンス・スタイルと、チャリシーの得意とするバレエ・スタイルがうまく溶けあったナンバーである。曲は舞台版『バンド・ワゴン』でもアステア姉弟が演じた曲で、本来は歌詞があるが、映画版では省略されている。なおダンスに入る前のシーンでは、BGMとしてさりげなくシュワルツ=ディーツの名作「ハイ・アンド・ロー」が用いられ、「ダンシング・イン・ザ・ダーク」へのつなぎとして、ロジャー･イーデンスらが「キャリッジ・イン・ザ・パーク」というメロディを書き足している。
あなたと夜と音楽と (You and the night and the music)
アステアとチャリシーのペア・ダンス。劇中でトニーたちが製作するミュージカル『バンド・ワゴン』のナンバーの一つとして、リハーサルのシーンが登場する。コルドバがマグネシウムの焚かれるなかで二人が踊る、という演出を行うものの煙が多すぎて舞台が見えなくなってしまうというコミカルなシーンである。
サムシング・ツー・リメンバー・ユー・バイ (Something to remember you by)
コルドバの台本改定と演出のせいで『バンド・ワゴン』がコケた初日の夜、若手の俳優たちが集まった「愚痴パーティ」で歌われる。
アイ・ラヴ・ルイーザ (I love Luise)
アステア、ファブレー、レヴァント、チャリシーなどの参加するプロダクション・ナンバー。同じく「愚痴パーティ」で、レスターに促されて座をもりあげるためにトニーが歌う。「イギリス人はウィスキー、フランス人はワイン。でもドイツ人はビールが好き、そしてルイーザが好き」という歌詞で、アステアの主演した舞台版『バンド・ワゴン』以来の人気曲（製作開始時は、権利関係から映画版の題名は「アイ・ラブ・ルイザ」であった。下記参照）。本作ではレヴァントの参加したナンバーが最終段階でいくつかカットされたため、作中で彼がピアノを引くシーンはこのナンバーが唯一である。
ニュー・サン・イン・ザ・スカイ (New sun in the sky)
チャリシーのソロ。トニーの発案で、台本を書き換え、地方巡業に出たミュージカル『バンド・ワゴン』のなかのナンバーという設定で演じられるが、チャリシーは本作が映画初主演であるため、ソロである本ナンバーも時間的にはごく短い。なお、劇中ではチャリシーが歌いながら踊っているが、声はインディア・アダムスによる吹き替えである。

## 製作
ハワード・ディーツ作詞、アーサー・シュワルツ作曲による1931年のミュージカル・コメディ『バンド・ワゴン』は、舞台時代のフレッド・アステアとその姉であるアデール・アステアが主演したヒット作（通算260回上演）で、同時にイギリスの貴族と婚約していたアデールの引退作ともなった。MGM社のプロデューサーであったアーサー・フリードはこの『バンド・ワゴン』を含むディーツ＝シュワルツの楽曲を中心としたミュージカル映画を企画、フレッド・アステアを主演に迎えた。当初『バンド・ワゴン』のタイトル権は20世紀フォックス社が所有していたため、『アイ・ラブ・ルイーザ』の仮タイトルのまま製作が進められたが、後にフリードらの交渉によってタイトルをフォックス社から買い戻し、現在の題名に落ちついた。
脚本を担当したのは『ブロードウェイのバークレー夫妻』『恋愛準決勝戦』『雨に唄えば』などを担当していたベティ・コムデンとアドルフ・グリーンであった。主人公トニーが売れなくなった映画俳優であるという設定、なかんづく冒頭のシーンでトニーがかつて使用したトップ・ハットと燕尾服がチャリティ・オークションで50セントでも買い手がつかないというエピソードがアステアに受け入れられないのではないかと心配していたが、脚本のユーモアを気に入ったアステアは出演を快諾。アステアの相手役には、フリードの抜擢によってシド・チャリシーが初主演し、コムデンとグリーンがモデルとなったマートン夫妻には、オスカー・レヴァントとナネット・ファブレーが決まった。コルドバ役にはクリフトン・ウェッブ、エドワード・G・ロビンソン、ヴィンセント・プライスなどが検討されたが、最終的にはイギリスのコメディアン兼ミュージカル俳優ジャック・ブキャナンが決定した。
製作はミュージカルの専門家として指名された監督のヴィンセント・ミネリ、主演のアステアのほか、フリード、ディーツ、シュワルツらが参加して、作品で用いる楽曲を選ぶところからはじまった。ディーツとシュワルツは、本格的に彼らの楽曲を用いた映画は『バンド・ワゴン』がほぼはじめてで、会議は多くのヒット・ナンバーから2人の精髄を選ぶ場となった。しかしフリードはすでに知られた曲のみでは不充分であると考え、2人に『アニーよ銃を取れ』の「ショウほど素敵な商売はない」（アービング・バーリン）のような歌を書いてほしいと依頼した。ディーツとシュワルツが30分ほどで書きあげたのが、後に同名のアンソロジー映画でも用いられた「ザッツ・エンターテインメント」である。このほかチャリシーのソロとして「二つの顔を持つ女」も書きおろされたが、このシーンは撮影後にチャリシーらの意向によりカットとなった（カットオフされたシーンは『ザッツ・エンターテインメントIII』で見ることができる）。編曲にはベテランのロジャー・イーデンスを中心とするチームが組まれ、オーケストレーションと指揮はコンラッド・サリンジャーが担当した。
実際の製作が進行しはじめると、特にキャストのあいだに無言の軋轢が生ずるようになった。アステアは脚本、音楽ともに十分気に入ってはいたものの、監督であるミネリの指示があいまいで気分屋なことに苛立ち、また相手役チャリシーの身長が高いことを気にして、バレエシューズを履いたとしても自分より背が高いのではないかと神経質になっていた。共演者の身長を気にするのは以前からのアステアの癖だったが、本作ではフリードらのたびかさなる説得にも耳を貸さず、ついに実際にチャリシーにあって自分より背が低いことを確認するまで共演を保留した。一方のチャリシーは、映画初主演の上、少女時代からの憧れのダンサーであったアステアへの畏敬の念から、リハーサルでは必要以上に緊張していた。しかし両者の関係は、リハーサルが進むにつれて次第に和やかなものとなってゆき、後年になってアステアがチャリシーを「美しいダイナマイト」と自伝で評するほどの好関係を築いた。
ピアニストのオスカー・レヴァントは、撮影に入る数か月前に心臓発作で倒れ、元来心気症的傾向の持ち主であったものが、悪化していた。「ザッツ・エンターテインメント」の撮影では「こんなに動いたらまた心臓発作を起こしてしまう」と友人であったアステアに泣きつき（実際には軽くステップを踏んで歩く程度）、当初アステア、ブキャナン、レヴァントの男性3人で演じるはずであった「Tripls」のナンバーは、ついにレヴァントが降板したため代わりにファブレーが演じた。妻役を演じたファブレーに対しては、ふだん実際の妻を相手にしているとおりの乱暴な口調や毒舌で接したために、ファブレーはレヴァントを毛嫌いした。一方で、映画初出演でナーバスになっていたファブレーは現場の雰囲気になじめず、レヴァントはもとより、紳士として知られるアステアをさえ「自分の仕事に夢中でつめたくそっけない人」と見ていたほどだったが、不安を口にすることもできず、努めて明るくふるまっていた。すでに老境にあったブキャナンは、撮影と並行して大きな歯科治療を行っていたこともあり、撮影の合間は黙りこんでいるか、口を開けばくだらない冗談ばかり飛ばしているだけであった。